# 康帕涅
康帕涅（法語：Campagne，法語發音：[kɑ̃paɲ] ⓘ）是法国朗德省的一个市镇，属于蒙德马桑区。

## 地理
康帕涅（43°51'53"N, 0°38'24"W）面积33.91 平方千米，位于法国新阿基坦大区朗德省，该省份为法国西南部沿海省份，是法國本土面积第二大的省，北起吉倫特省，西临大西洋，南至大西洋比利牛斯省，东临热尔省，东北与洛特-加龍省接壤。
与康帕涅接壤的市镇（或旧市镇、城区）包括：欧里斯、上莫科、勒勒伊、梅扬、圣马丹多内、圣佩尔东。

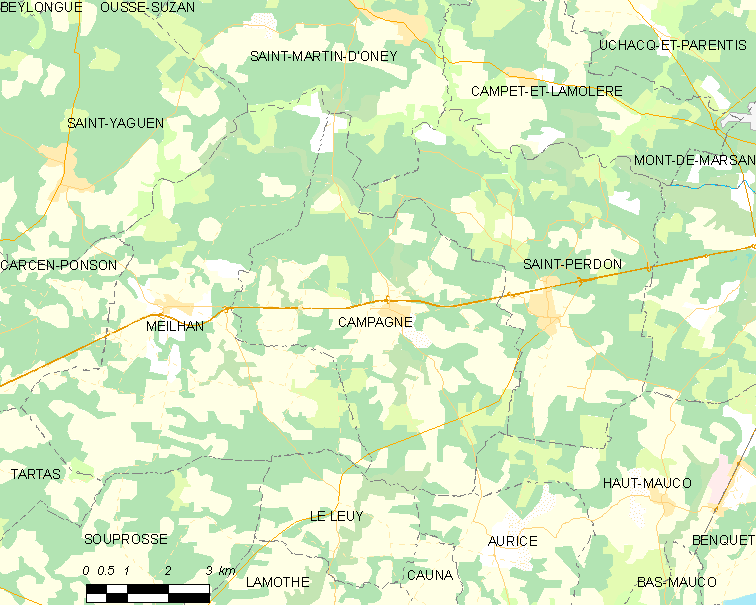
康帕涅的OSM定位图

康帕涅的时区为UTC+01:00、UTC+02:00（夏令时）。

## 行政
康帕涅的邮政编码为40090，INSEE市镇编码为40061。

## 政治
康帕涅所属的省级选区为蒙德马桑第二县。

## 人口

1962-2008年间康帕涅人口变化图示

康帕涅于2022年1月1日时的人口数量为1025人。